# 在セーシェル日本国大使館
在セーシェル日本国大使館（英語: Embassy of Japan in Seychelles、フランス語: Ambassade du Japon au Seychelles）は、日本がセーシェルの首都ヴィクトリアに設置している大使館である。在ヴィクトリア日本国大使館（英語: Embassy of Japan in Victoria、フランス語: Ambassade du Japon à Victoria）とも。

## 歴史
1976年6月29日、日本とセーシェルの間で国交が樹立される。当初、日本の外交使節団はケニアの首都ナイロビに常駐していたが、2019年1月1日、まず在セーシェル兼勤駐在官事務所としてヴィクトリアに大使館が開館した。2024年1月1日、兼勤駐在官事務所が廃止される代わりに大使館実館へ昇格する形で正式な大使館として発足。